# Insieme (programma televisivo)
Insieme è un programma televisivo italiano, prodotto in Sicilia, trasmesso su Antenna Sicilia, di comicità e interviste, condotto dal 2023 da Mauro Pulpito.

## Storia
È una trasmissione televisiva prime time siciliana, di genere talk-show e programma televisivo di intrattenimento, che va in onda in prima serata su Antenna Sicilia (agli esordi su Teletna) dall'11 novembre 1994.
Il programma, dal 1994 (1ª edizione) fino al 2015 (21ª edizione) venne condotto da Salvo La Rosa. È stato il talk show più seguito in Sicilia e tra i più visti in Italia. È il secondo talk-show italiano più longevo (al primo posto c'è il Maurizio Costanzo Show), infatti ha al suo attivo ventidue edizioni.
Il programma unisce il divertimento dei vari comici presenti alla musica, all'attualità, allo sport e ad altro, invitando molti ospiti celebri.
La trasmissione ha un pubblico sparso per il mondo, che segue Insieme anche attraverso il satellite e lo streaming internet. Il successo ottenuto ha portato il programma a fare tappa anche a Reutlingen, in Germania (il 9 ottobre 2009 ed il 26 giugno 2010) e a Melbourne, in Australia (il 9 ottobre 2010). Visto l'ottimo successo riscosso, Insieme è tornato in Australia nel 2011 in un tour che ha toccato anche Sydney e Adelaide. Altri spettacoli all'estero, solo con conduttore ed un comico, sono stati fatti a Filadelfia (Salvo La Rosa e Gilberto Idonea, novembre 2010) e a Grenchen (Salvo La Rosa ed Enrico Guarneri "Litterio Scalisi", l'11 dicembre 2010).
La trasmissione ha un account ed una pagina ufficiale su Facebook, dove prima rispondeva Salvo La Rosa in persona, un canale su YouTube e si può vedere su iPhone e iPad, attraverso l'applicazione multimediale ufficiale denominata Insieme App.
Inoltre ha anche un sito internet ufficiale, che è attivo dal 2014.
(Salvo La Rosa in un'intervista del dicembre 2004 su Insieme.)
Nel luglio 2015 Salvo La Rosa si dimette per via della crisi di Antenna Sicilia, e nel dicembre la conduzione passa a Cristiano Di Stefano.

## Messa in onda
Il programma va in onda in diretta (salvo in rari casi) dal lunedì al mercoledì (un tempo anche il giovedì), da novembre/dicembre a giugno (senza contare le tappe estive, trasmesse fino al 2007), tranne in casi particolari in cui salta (come ad esempio la trasmissione del Festival della nuova canzone siciliana), alle 21.00 fino alle 23.30 circa, per poi essere replicato a mezzanotte. Spesso venivano anche mandate (al posto delle dirette) delle repliche di intere puntate e/o Il meglio di Insieme.
Il programma va in onda in contemporanea su Sky, dapprima sul defunto Sicilia Channel, canale 874 e successivamente, dal 2010, su Oasi.TV, canale 848. Attualmente trasmette in differita su BLU, canale 926, a partire dalla stagione 2010/2011, in modo particolare: il programma andava in onda il lunedì, martedì, giovedì (la puntata di mercoledì) e venerdì (la puntata di giovedì); inoltre BLU mandava in onda il programma dalle 21.30 alle 24.00. Alcune volte, Insieme andava in onda anche sul canale 885 di Telelombardia. Dal 2015 (ventunesima edizione) viene trasmesso anche in radio su Radio Telecolor.
Sul digitale terrestre, Insieme oltre che su Antenna Sicilia viene inoltre replicato su Teletna (oggi denominata Sicilia Channel) il giorno successivo.
Viene trasmesso su internet in diretta web in formato streaming nel sito web di Antenna Sicilia e su quello di Oasi.TV (nel periodo in cui il programma veniva trasmesso anche su quel canale), come anche il resto della programmazione dei due canali. Dal 2015 viene trasmesso anche in streaming sul sito di lasiciliaweb, e anche su quello della trasmissione.
Sempre dal 2015 (ventunesima edizione) sono previste (e vanno in onda) 6 puntate alla settimana, 3 puntate inedite in diretta il Lunedì, Martedì e il Mercoledì, il giovedì, il Sabato e la Domenica vengono mandate in onda le repliche delle puntate in versione integrale (puntate della settimana appena trascorsa ovvero il giovedì quella del lunedì, il sabato quella del martedì e infine la domenica viene replicata la puntata del mercoledì. "Il Meglio di Insieme", con i spezzoni viene mandato in onda durante tutta l'estate.
(Salvo La Rosa in un'intervista per Adnkronos.)
Dal 2015 ad Insieme viene aggiunto il programma Sei in onda (sarà così anche per la nuova stagione televisiva), un talent show che lancia nuovi talenti siciliani. Condotto da Cristiano Di Stefano e dalla valletta di Insieme Ramona Risina.

## Comici
(Salvo La Rosa in un'intervista riguardante Insieme.)
Questi sono i comici di Insieme:
- Manfredi Di Liberto (attore comico-mimo-fantasista)
- Alessandro Gandolfo
- Andrea Barone
- Antonello Costa (interpretando vari personaggi)
- Antonio Pandolfo
- Carlo Kaneba
- Cosimo Coltraro
- Davide Simone Vinci
- Davide Tusa
- Duo di Coppe (Diego Strano e Salvo D’Antone)
- Enrico Guarneri (interpretando Litterio Scalisi)
- Ernesto Maria Ponte
- Ficarra e Picone
- Francesco Scimemi
- Gabriele Savasta (interpretando anche il personaggio del Cantautore statale)
- Gianni Nanfa
- Gilberto Idonea
- Gino Astorina
- Giovanna Criscuolo
- Giovanni Cacioppo
- Giuseppe Castiglia
- I Petrolini (Ciro Chimento, Roberto Mannino e Giancarlo Aguglia)
- I tre e un quarto (Sergio Vespertino, Valentino Pizzuto e Fabrizio Pizzuto)
- I Respinti (Dario Terzo, Rosario Alagna e Piero Salerno)
- Ivan Fiore
- Laura Giordani (interpretando Fiammetta Scalisi)
- Le Tagliole
- Luciano Messina
- Margherita Mignemi (interpretando Crocifissa Martoriata)
- Mariuccia Cannata (in arte Pipitonella)
- Massimo Spata
- Marco Manera
- Matranga e Minafò
- Nello Iorio
- Pamela Toscano
- Pippo Barone
- Ramella
- Toti e Totino (Salvatore Mancuso e Salvatore La Mantia)
- Sasà Salvaggio
- Sergio Friscia
- Dario Bandiera
- Vincenzo Volo
- Eduardo Saitta

## Location
Il primo luogo da dove veniva trasmesso Insieme è stato il ristorante Giardino d'inverno di Catania, che ha ospitato i set del programma nella prima stagione del programma (1994-1995), per poi trasferirsi nella seconda stagione da un altro ristorante catanese, il Tivoli. In queste stagioni lo sponsor è stato Riso Gallo, ed in ogni puntata venivano date delle ricette. Nella seconda stagione venne ospite anche Massimo D'Alema, raccontando simpaticamente di una ricetta in modo dettagliato; il fatto venne poi ripreso da Striscia la notizia, dal TG1, dal TG5, dal Corriere della Sera, da la Repubblica e da l'Unità.
Approda poi per diverso tempo al teatro del centro fieristico le Ciminiere, sempre a Catania, fino al giugno 2008. Fino a questa data, le ultime due settimane di trasmissione prima della pausa estiva del programma, la location diveniva l'anfiteatro esterno delle Ciminiere e la trasmissione veniva collegata con Radio Sis, la cui postazione si trovava tra il pubblico, e da lì Gino Astorina leggeva dei messaggi finti inviati a cantanti e comici.
Dall'8 dicembre 2008 fino al 13 luglio 2015, la trasmissione è stata trasmessa dal teatro ABC, anch'esso di Catania.
Dal 7 dicembre 2015 (stagione televisiva 2015/2016 - ventiduesima edizione), la nuova sede è il Teatro Ambasciatori di Catania.

### Location speciali
Nella stagione 1996-1997, Insieme è andato in onda per una settimana dal Castello Ursino di Catania, per un'altra da Villa Niscemi a Palermo e per altre due dal Club della Stampa di Catania. Una storica puntata è stata trasmessa anche dal carcere dell'Ucciardone di Palermo, mentre un'altra da Vittoria in occasione della Fiera Emaia Moda.
Una sola puntata, la puntata speciale Tutto Tuccio, è stata trasmessa dalla regia di Insieme di Antenna Sicilia, con spezzoni del passato di Tuccio Musumeci e alcuni pescati da precedenti puntate di Insieme.

## Altre versioni del programma

### Insieme Estate Tour
In estate, Insieme fa dei tour nelle piazze di diverse città siciliane, che, fino al 2007, venivano anche trasmessi (in diretta o in differita) su Antenna Sicilia col titolo "Insieme Estate Tour" (talvolta indicato anche come "Insieme Tour Estate", "Insieme tour estivo" e "Insieme Tour"). A partire dal 2008 questi non vengono più mandati in onda, ma continuano comunque ad essere realizzati.
Il logo, che cambia ogni anno per l'aggiornamento dell'anno, vengono riportati con la scritta su due piani Insieme (sopra) Estate Tour + anno (sotto).
Alcuni spezzoni degli Insieme Estate Tour 2005, 2006 e 2007 sono stati inseriti all'interno di Insieme sotto le stelle (dalla puntata 22 alla 29 i tour del 2005, dalla 30 alla 41 quelli del 2007 e dalla 42 alla 47 quelli del 2006).

### Insieme sotto le stelle
Nell'estate 2008 sono stati mandati in onda delle puntate di 90 minuti realizzate con una selezione di spezzoni delle puntate estive di Insieme, riunite col titolo Insieme sotto le stelle.
Insieme sotto le stelle è composto da 48 puntate:
| Puntate                                                                                               | Date originali                 |
| Puntate da 1 a 7 (7 puntate) Spezzoni dalle puntate del 2006 all'anfiteatro esterno delle Ciminiere   | Dal 5 al 15 giugno 2006        |
| Puntate da 8 a 14 (8 puntate) Spezzoni dalle puntate del 2007 all'anfiteatro esterno delle Ciminiere  | Dal 5 al 14 giugno 2007        |
| Puntate da 15 a 21 (7 puntate) Spezzoni dalle puntate del 2005 all'anfiteatro esterno delle Ciminiere | Dal 30 maggio al 9 giugno 2005 |
| Puntate da 22 a 29 (8 puntate) Spezzoni dalle puntate dell'Insieme Estate Tour 2005                   | Varie durante l'estate 2005    |
| Puntate da 30 a 41 (12 puntate) Spezzoni dalle puntate dell'Insieme Estate Tour 2007                  | Varie durante l'estate 2007    |
| Puntate da 42 a 47 (6 puntate) Spezzoni dalle puntate dell'Insieme Estate Tour 2006                   | Varie durante l'estate 2006    |
| Puntata 48 (1 puntata) Spezzoni dalla puntata speciale da Nicosia                                     | 23 ottobre 2006                |

Le puntate sono state replicate su Antenna Sicilia e Teletna dal 9 agosto al 27 ottobre 2010.
All'inizio di ogni puntata c'è un jingle di pochi secondi con immagini dei comici, degli artisti e di Salvo La Rosa con un'animazione di un cielo e di stelle ed il logo di Insieme sotto le stelle. Il jingle, ulteriormente accorciato, viene poi ripetuto prima e dopo le interruzioni pubblicitarie.
Il logo di Insieme sotto le stelle, costituito dalla scritta in questione su due piani con delle stelle attorno, viene usato come transizione tra ogni esibizione ed è sempre presente in piccolo sullo schermo, in basso a sinistra. Nella replica del 2010 viene quasi sempre aggiunta, in alto a destra, la scritta replica.
In ogni esibizione viene mostrato in sovrappressione una striscia con il nome dell'artista o del comico con accanto la data.
La selezione degli spezzoni è affidata a Guido Pistone, Salvo La Rosa e Natale Zennaro, mentre l'impaginazione grafica e la post produzione ad Antonio Spadaro.

### Il meglio di Insieme
Spesso vengono mandati in onda i "meglio di" delle puntate di Insieme, ovvero repliche di spezzoni dalla stessa e/o da diverse puntate. Benché nella schermata della sigla rimanga la scritta Insieme, nelle guide TV e nei titoli di coda il programma viene intitolato Il meglio di Insieme.
In ogni esibizione viene mostrato in sovrappressione una striscia con il nome dell'artista o del comico con accanto la data, la quale grafica (usata anche per Insieme sotto le stelle) è stata rinnovata col passaggio di Insieme al teatro ABC.
Nella puntata andata in onda il 22 giugno 2010, oltre a spezzoni di Insieme, sono andati in onda anche estratti dalla puntata del 16 aprile 2009 del 10º Festival della nuova canzone siciliana riguardanti Enrico Guarneri "Litterio".
A partire dalla stagione 2010/2011, Il meglio di Insieme, è andato in onda stabilmente anche ogni giovedì, dal 2014 solo d'estate.

### 20 anni Insieme - una vita di emozioni
Nel 2014 il Talk-show Insieme ha raggiunto il traguardo di 20 edizioni. Per l'occasione gli autori del programma tra i quali Salvo La Rosa e Natale Zennaro, in accordo con Antenna Sicilia e la Domenico Sanfilippo Editore hanno pensato di scrivere e ideare una trasmissione televisiva (giornaliera) che raccontasse la storia di Insieme. Il programma intitolato 20 anni Insieme - una vita di emozioni fu prodotto e realizzato da Antenna Sicilia, e fu edito dalla casa editrice Domenico Sanfilippo Editore.
Si tratta di una trasmissione televisiva Day-time e Access prime time, che fu trasmessa da Antenna Sicilia per tutto il 2014 (anche durante l'estate). Il programma dalla durata complessiva di 10 - 20 minuti circa andò in onda su Antenna Sicilia tutta la settimana dal Lunedì alla Domenica di pomeriggio alle ore 14:38 circa (dopo il telegiornale) per poi essere replicato la sera intorno alle ore 19:30 circa (prima del telegiornale) e la notte. Le stesse puntate andarono in onda in replica anche su Teletna (oggi denominata Sicilia Channel).
La trasmissione televisiva che prevedeva la messa in onda di spezzoni di esibizioni di comici, cantanti e ospiti tratti dalle vecchie edizioni di Insieme (dal 1994 anno della prima edizione del programma fino al 2013 edizione n° 19) ma anche da altre trasmissione correlate come ad esempio Insieme Estate Tour, fu condotto da Salvo La Rosa, che andava in onda da uno studio televisivo interattivo che cambia in ogni puntata, e che talvolta ospitava alcuni dei comici storici di Insieme. Ogni filmato veniva commentato dallo stesso presentatore, e per ogni puntata ne erano previsti tre di spezzoni, due che trattavano le esibizioni comiche dei comici e uno di un cantante che si esibiva - alle volte erano quattro, e uno di questi trattava una intervista fatta ad un ospite. Il programma iniziò ai primi di gennaio 2014, ed è terminato a dicembre dello stesso anno. La regia e il montaggio furono affidate entrambi a Natale Zennaro.

## Fuori e dentro la trasmissione

### Casa Litterio
Nella stagione 2004/2005, con cadenza quindicinale, all'interno della trasmissione venivano inscenate le puntate di Casa Litterio, ovvero una serie fatta di lunghe scenette di 20/30 minuti che vedevano protagonisti Litterio e i suoi familiari nella propria casa (montata come fosse la scenografia di un teatro sul palco della trasmissione). Oltre ad Enrico Guarneri nel ruolo di Litterio, parteciparono anche Margherita Mignemi (Crocifissa Martoriata), Giovanna Criscuolo (Filomena), Vincenzo Volo (Guido Ferrari), Laura Giordani (Fiammetta) ed altri attori per i ruoli minori.
Il titolo è un omaggio a Casa Vianello così come lo è il motivetto di apertura delle puntate, che, il più delle volte, è lo stesso della longeva fiction di Mediaset.

#### Trama
Per avere l'eredità della zia di Crocifissa, Litterio e la stessa Crocifissa devono far sposare e rimanere incinta la loro figlia, Fiammetta, ma non è facile, in quanto quest'ultima, come la madre, non è una bella donna. Ad aiutare i due nell'operazione anche Filomena, cameriera della famiglia.
Il 7 giugno 2005, all'anfiteatro all'aperto delle Ciminiere, è stata rappresentata l'ultima puntata televisiva, non ambientata nella residenza Scalisi, dove Fiammetta e Filomena si sposano rispettivamente con Guido Ferrari ed un elettricista (che ha ingravidato Filomena nella prima puntata). L'episodio si conclude con Litterio che annuncia il seguito di Casa Litterio nelle piazze siciliane nell'estate di quell'anno. Sia il seguito che le repliche vengono tuttora rappresentati in giro per la Sicilia.

### Festival di Sanremo-Insieme
Quando il programma veniva trasmesso dalle Ciminiere e su Rai 1 andava in onda il Festival di Sanremo, contemporaneamente Insieme si trasformava in un festival, il "Festival di Sanremo-Insieme", dove i comici cantavano canzoni originariamente interpretate negli anni proprio al Festival di Sanremo, con la sola differenza che le interpretazioni sono comiche. Ad accompagnare i comici parte dell'orchestra che accompagna il Festival della nuova canzone siciliana dalla decima edizione.

### Litterio Story
Vengono chiamati Litterio Story i tour di Enrico Guarneri "Litterio" e Salvo La Rosa nelle città siciliane. Vengono inscenate le scenette con i partner di Litterio (Vincenzo Volo, Rossana Bonafede, Margherita Mignemi e Pamela Toscano, non tutti insieme) ed i racconti con Salvo La Rosa.

## Puntate speciali
- Puntata speciale per Giovanni Paolo II: puntata realizzata nel 2005 per la morte di Papa Giovanni Paolo II, dove i comici, tra cui Enrico Guarneri e Gilberto Idonea, abbandonato il lato comico, hanno letto poesie e preghiere per onorare la sua vita.

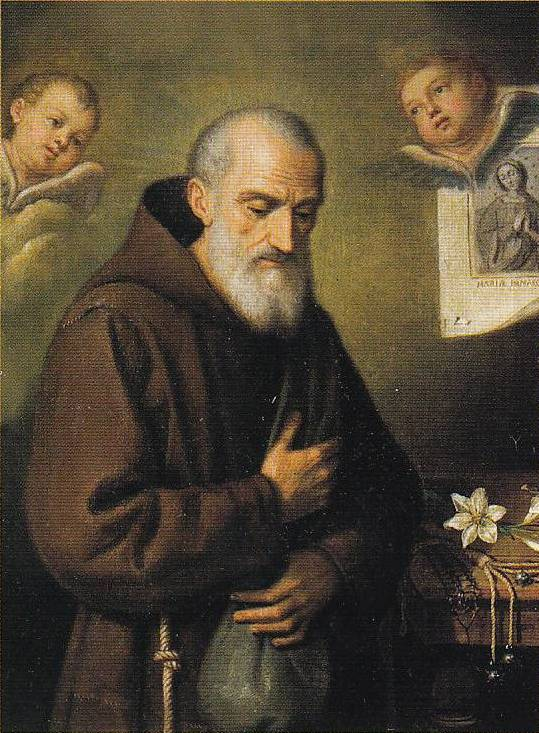
San Felice da Nicosia

- Insieme - speciale: girata a Nicosia, è una puntata speciale di Insieme andata in onda il 23 ottobre 2006, dedicata al primo anniversario dalla canonizzazione di San Felice di Nicosia. Andata in onda una volta finito l'Insieme Estate Tour 2006, nel 2008 ne sono stati selezionati alcuni spezzoni ed inseriti nella 48ª puntata di Insieme sotto le stelle.[19]
- 'A finestra su Catania: questo il nome di una puntata speciale di Insieme, andata in onda il 10 dicembre 2009 dedicata all'artista catanese Carmen Consoli, chiamata così prendendo spunto dal brano in catanese dell'artista, 'A finestra. Insieme a lei artisti con i quali la "cantantessa" lavora a stretto contatto e la partecipazione di Giuseppe Castiglia. Carmen ha presentato live alcuni pezzi del suo cd Elettra ed alcuni pezzi del passato, oltre a cantare le canzoni dei colleghi artisti insieme a loro.
- Secondo speciale su Carmen Consoli: un'altra puntata speciale dedicata a Carmen Consoli, andata in onda il 22 dicembre 2010, nella quale è stato promozionato il primo album best of della "cantantessa", Per niente stanca, eseguendo live alcuni pezzi del cd. Insieme a Carmen, presenti sul palco della trasmissione siciliana artisti con i quali la "cantantessa" lavora a stretto contatto.
- Litterio, una storia tutta da ridere: puntata speciale andata in onda il 5 gennaio 2011, composta da vari spezzoni del 2006 e del 2007 di Enrico Guarneri "Litterio" ad Insieme. Salvo La Rosa ha detto che la puntata è stata la più vista dal 2000 fino a quel momento.[20] Sul canale BLU è andato in onda invece il 14 gennaio.
- Tutto Tuccio: si tratta di uno speciale andato in onda il 21 febbraio 2011 (ma pre-registrato), composto da spezzoni di repertorio dell'attore teatrale catanese Tuccio Musumeci, lanciati e commentanti da Salvo La Rosa e Tuccio Musumeci. Questa è l'unica puntata di Insieme dove la location è la regia di Insieme, eccezion fatta per alcuni spezzoni presi da puntate già trasmesse.

## I presentatori
Fin dalla prima puntata lo storico presentatore è stato Salvo La Rosa, che ha condotto la trasmissione per ventuno anni consecutivi ed ininterrottamente dalla prima edizione del 1994. La Rosa ha presentato "Insieme" fino al 2015.
Dalla stagione televisiva 2015/2016 il presentatore cambia, dopo l'addio di La Rosa che si è licenziato dall'emittente televisiva catanese, per scelta consensuale dopo l'azzeramento e la chiusura della redazione giornalistica di Antenna Sicilia, il relativo licenziamento di 15 giornalisti e la sospensione del loro telegiornale (Sicilia TG). 
Il nuovo presentatore è Cristiano Di Stefano, che conduce la trasmissione televisiva a partire dal 2015 (stagione televisiva 2015/2016 - ventiduesima edizione).
È la stagione 2018–2019 che assegna il ruolo di conduttrice a Daria Luppino, la prima presentatrice donna di “Insieme” che aveva già affiancato come co-conduttrice Di Stefano nella passata stagione televisiva. Dal 26 aprile 2021 per la stagione televisiva 2020/2021 il talk show ritorna con le nuove puntate inedite della 27ª edizione con un nuovo conduttore, questa volta la scelta dell'emittente è ricaduta su Eduardo Saitta uno dei comici del programma. 

### Elenco dei conduttori
| Anno                                                       | Edizione                                        | Presentatore                         |
| ---------------------------------------------------------- | ----------------------------------------------- | ------------------------------------ |
| Dal 1994 (stagione 1994/95) al 2015                        | Dalla 1ª alla 21ª edizione (senza interruzioni) | Salvo La Rosa                        |
| Dal 2015 (stagione 2015/2016) al 2017 (stagione 2016/2017) | Nella 22ª e 23ª edizione                        | Cristiano Di Stefano                 |
| 2018 (stagione 2017/2018)                                  | 24ª edizione                                    | Cristiano Di Stefano e Daria Luppino |
| Dal 2019 (stagione 2018/2019) al 2020 (stagione 2019/2020) | 25ª e 26ª edizione                              | Daria Luppino                        |
| 2021 (stagione 2020/2021)                                  | 27ª edizione                                    | Eduardo Saitta                       |
| Dal 2023 (stagione 2022/2023)                              | 28ª edizione                                    | Mauro Pulpito                        |

## Co-conduttori
Dalla stagione 2018/2019 (25ª edizione) la conduttrice Daria Luppino in alcune puntate viene affiancata da co-conduttori. Essi sono dei comici della trasmissione e anche comici non del cast fisso e di fama nazionale.
I comici che affiancano la Luppino nella veste di co-conduttori sono:
- Biagio Izzo nella prima puntata;
- Barbara Foria in alcune puntate;
- Peppe Iodice in alcune puntate;
- Sasà Salvaggio in alcune puntate;
- Nello Iorio in alcune puntate.

## Vallette
Nelle edizioni condotte da Salvo La Rosa e nella prima condotta da Cristiano Di Stefano ad affiancare il presentatore e ad annunciare le pubblicità c'erano le vallette, che Salvo La Rosa ha molto spesso definito "compagne di viaggio". Negli anni ne sono susseguite diverse, e sono le seguenti:

### Anni '90
(dal 1997 al 2000 - con Salvo La Rosa)
- 1997-1999 · Antonella Nicolosi
- 1999-2000 · Valentina Lo Piero

### Anni 2000
(dal 2000 al 2010 - con Salvo La Rosa)
- 2000-02 · Raffaella Esposito
- 2002-04 · Alessandra D'Antona
- 2004-06 · Desirèe Ferlito[9]
- 2006-07 · Alessandra D'Antona (per la seconda volta)
- Insieme Estate Tour 2007 · Ramona Risina
- 2007-09 · Piera Manduca[21]
- 2009-10 · Alice Consoli[1]

### Anni 2010
(dal 2010 al 2015/2016 - con Salvo La Rosa)
- 2010-11 · Diletta Leotta[6]
- 2011-14 · Desirèe Ferlito (per la seconda volta - confermata per due edizioni consecutive stagione 2011/12 e stagione 2013/14 - nel 2014 per le ultime puntate della ventesima edizione è stata sostituita da Alessandra D'Antona, perché impegnata in altri lavori)
- 2015 · Alessia Belluomo[22] / Ramona Risina (Alessia Belluomo dal 12 gennaio 2015 fino al 4 marzo 2015 - Ramona Risina a partire dal 9 marzo 2015 fino al termine della stagione televisiva)

Con Cristiano Di Stefano:
- 2015-16 · Lorena Grisafi

## Le sigle di Insieme
Nel corso degli anni, Insieme ha avuto varie sigle, anche se molto spesso le sigle variano di serata in serata. Alcune sono state e sono:
- Giuseppe Emmanuele - Insieme (stagione 1994/95 e 1995/96)
- Vincenzo Spampinato - 'A Terra 'mmia (stagione 1997/98)
- Jovanotti - Per la vita che verrà (stagione 1998/99)
- Banda Milord feat. Salvo La Rosa - Insieme si può (2001, creata appositamente per Insieme)
- Giuseppe Castiglia e Salvo La Rosa - Ancora insieme (creata appositamente per Insieme)
- Beans - Insieme (creata appositamente per Insieme)
- Matia Bazar - Questo folle sentimento (stagione 2007/08, con video in cui figurano il gruppo, Salvo La Rosa ed Enrico Guarneri "Litterio")
- Vincenzo Spampinato - Ritorniamo insieme (stagione 2009/10, creata appositamente per Insieme)
- Luccio Nicolosi e Marilisa Pino - Insieme (stagione 2010/11, per rendere onore alla prima sigla del programma[23])
- Dua Lipa - New Rules (stagione 2017/2018, solo per gli stacchetti)
- Little Big - Skibidi (stagione 2018/2019, come sigla e per gli stacchetti)
- Wang Rong Rollin - Chick Chick (stagione 2019/2020, come sigla e per gli stacchetti)

## Angolo musicale
Dalla stagione 2009-2010, ad Insieme è stato introdotto l'angolo musicale, che esegue una parte di una canzone al rientro di una pubblicità. A curarlo erano Antonello Tonna (pianoforte e voce) e Marilisa Pino (voce) nella stagione 2009/2010, mentre nella stagione 2010/2011 al posto di Antonello Tonna c'è Luccio Nicolosi. Mentre nella stagione 2011/2012, l'angolo musicale è stato curato dai Violinisti in Jeans (Antonio Macrì e Angelo Di Guardo) e in parte minore ancora da Luccio e Marilisa. Dalla stagione televisiva 2013/2014 l'angolo musicale è stato tolto.

## Mercato legato ad Insieme
- "Ridiamo... Insieme" (DVD con alcuni racconti di Litterio a Salvo La Rosa, allegato al cofanetto dell'11º Festival della nuova canzone siciliana uscito il 25 giugno 2010)
  - Litterio e il lavoro (tratto dalla puntata di Insieme andata in onda il 1º febbraio 2010)
  - Litterio alla stazione (tratto dalla puntata di Insieme andata in onda il 21 aprile 2009)
  - Il sogno di Litterio (tratto dalla puntata di Insieme andata in onda il 18 giugno 2009)
  - La famiglia di Litterio (tratto dalla puntata di Insieme andata in onda il 18 giugno 2009)

## Insieme nei media

### Musica
Il programma viene citato in diverse canzoni di Giuseppe Castiglia, uno dei comici del programma. Nella sua canzone Maliritta TV (parodia di I Will Survive), contenuta nel cd Ancora insieme dell'artista catanese, si può sentire:
(Giuseppe Castiglia, Maliritta TV)
Inoltre, sempre Castiglia duetta in due brani col conduttore Salvo La Rosa. Il primo, Ma non finisce qua, è interamente dedicato alla chiusura di una stagione di Insieme, comunicando il dispiacere di ciò, ma annunziando comunque che la trasmissione "non finisce qua", dato che sarebbe comunque cominciata la nuova stagione qualche mese dopo. Il testo comunque non cita il nome della trasmissione, sottintendendola.
(Giuseppe Castiglia e Salvo La Rosa, Ma non finisce qua)
L'altro brano, Non si cresce mai, contenuto nell'album Terzo (parodia dell'omonima canzone di Bobby Solo e Little Tony) è una celebrazione dell'amicizia tra i due nel quale non mancano i riferimenti alla trasmissione.

### Letteratura
Insieme è stato citato da Renzo Arbore in un suo libro riguardante le emittenti private, dicendo sulla trasmissione che è sicuramente il talk-show più amato e visto dai siciliani.

### Televisione
In una scena dell'episodio La luna di carta della serie televisiva Il commissario Montalbano, si può sentire, in sottofondo, da una televisione, la voce di Salvo La Rosa che pubblicizza Insieme sotto le stelle. Dopo una parte coperta da rumori e dialoghi, si riesce anche a sentire la versione accorciata dello jingle del programma.
(Voce di Salvo La Rosa, puntata "Luna di carta" de Il commissario Montalbano)

## Citazioni
(Storico slogan della trasmissione televisiva)
(Slogan ufficiale della trasmissione televisiva)
(Motto della Belluomo che utilizzava per mandare la pubblicità)
(Altro motto della Belluomo che utilizzava per mandare la pubblicità)
(Slogan utilizzato per l'applicazione dell'omonimo programma per smartphone e tablet nello spot pubblicitario con Salvo la Rosa ed Enrico Guarneri, in arte Litterio Scalisi)